# Pont Neuf (Craménil)
Pour les articles homonymes, voir Pont Neuf (homonymie).
Le pont Neuf est un pont destiné au franchissement de la Rouvre, dans le département de l'Orne en Normandie. 

## Localisation
Le pont Neuf est situé sur l'actuelle commune de Craménil.

## Histoire
Le pont Neuf appartient à un groupe de quatre ponts à péage construits au XVIe – XVIIe siècle non loin de moulins. Le groupe comprend également le pont de la Motte, le pont de Chênesecq et le pont de Raulette.
L'édifice est inscrit au titre des monuments historiques par arrêté du 31 août 1993.